# Децата са добре
Децата са добре (на английски: The Kids Are All Right) е американски филм от 2010 г.

## Актьорски състав
| Актьор         | Роля            |
| Анет Бенинг    | д-р Никол Алгуд |
| Джулиан Мур    | Джулс Алгуд     |
| Марк Ръфало    | Пол Хетфийлд    |
| Миа Вашиковска | Джони Алгуд     |
| Джош Хътчерсън | Лейзър Алгуд    |
| Яя Дакоста     | Таня            |

## Награди и номинации
| Награда                              | Категория                               | Номиниран(и)                         | Резултат  |
| ------------------------------------ | --------------------------------------- | ------------------------------------ | --------- |
| Награди на филмовата академия на САЩ | Най-добър филм                          | Най-добър филм                       | номинация |
| Награди на филмовата академия на САЩ | Най-добра женска роля                   | Анет Бенинг                          | номинация |
| Награди на филмовата академия на САЩ | Най-добра поддържаща мъжка роля         | Марк Ръфало                          | номинация |
| Награди на филмовата академия на САЩ | Най-добър оригинален сценарий           | Лиса Холоденко, Стюарт Блумберг      | номинация |
| Награда на БАФТА                     | Най-добра актриса в главна роля         | Анет Бенинг                          | номинация |
| Награда на БАФТА                     | Най-добра актриса в главна роля         | Джулиан Мур                          | номинация |
| Награда на БАФТА                     | Най-добър актьор в поддържаща роля      | Марк Ръфало                          | номинация |
| Награда на БАФТА                     | Най-добър оригинален сценарий           | Лиса Холоденко, Стюарт Блумберг      | номинация |
| Златен глобус                        | Най-добър филм – мюзикъл или комедия    | Най-добър филм – мюзикъл или комедия | награда   |
| Златен глобус                        | Най-добра актриса в мюзикъл или комедия | Анет Бенинг                          | награда   |
| Златен глобус                        | Най-добра актриса в мюзикъл или комедия | Джулиан Мур                          | номинация |
| Златен глобус                        | Най-добър сценарий                      | Лиса Холоденко, Стюарт Блумберг      | номинация |
| Сателит                              | Най-добър филм – мюзикъл или комедия    | Най-добър филм – мюзикъл или комедия | номинация |
| Сателит                              | Най-добър режисьор                      | Лиса Холоденко                       | номинация |
| Сателит                              | Най-добър оригинален сценарий           | Лиса Холоденко, Стюарт Блумберг      | номинация |
| Сателит                              | Най-добра актриса в мюзикъл или комедия | Анет Бенинг                          | номинация |
| Сателит                              | Най-добра актриса в мюзикъл или комедия | Джулиан Мур                          | номинация |